# Ari Ólafsson
Ari Ólafsson (islandska izgovorjava: [ˈaːrɪ ˈouːlafsɔn]), islandski pevec, * 21. maj 1998.

## Kariera
Dne 3. marca 2018 je nastopil v finalu Söngvakeppnin 2018, ki je tudi islandski nacionalni izbor za Pesem Evrovizije 2018. V finalu je s pesmijo »Our Choice« prepričljivo zmagal in postal predstavnik Islandije na tem tekmovanju. Nastopil je v prvem polfinalu, kjer je končal na zadnjem 19. mestu s 15 točkami.
Ólafsson je diplomiral iz opere na Kraljevi akademiji za glasbo v Londonu in si trenutno prizadeva za kariero v glasbenem gledališču.

## Diskografija

### Pesmi
| Naslov       | Leto | Album |
| ------------ | ---- | ----- |
| »Heim«       | 2018 | —     |
| »Our Choice« | 2018 | —     |
| »Ég man«     | 2022 | —     |